# SN 1987A
SN 1987A est une supernova du Grand Nuage de Magellan, une galaxie naine proche de la Voie lactée visible depuis l'hémisphère sud. Les premières observations du phénomène ont été faites quelques heures à peine après que son éclat eut atteint la Terre, dans la nuit du 23 février 1987 par plusieurs astronomes amateurs et professionnels d'Amérique du Sud, d'Australie et de Nouvelle-Zélande.
SN 1987A s'avère être la première explosion de supernova observée à l'œil nu durant le XXe siècle, avec des conditions d'observation quasi-optimales. Elle a permis de confirmer les principes généraux régissant ce phénomène, ébauchés plus d'un demi-siècle plus tôt. Elle a pu être observée en continu par une batterie d'instruments terrestres ou spatiaux opérant dans à peu près tous les domaines exploitables du rayonnement électromagnétique, ainsi que par des détecteurs de neutrinos. C'est aussi la première explosion de supernova dont le progéniteur était connu avant l'explosion. Pour toutes ces raisons, cette supernova est un des objets les plus importants et notables de l'astronomie moderne.
Le phénomène proprement dit s'est produit dans le Grand Nuage de Magellan à une distance estimée à 51,4 kiloparsecs de la Terre, ce qui en fait la supernova la plus proche observée depuis SN 1604, qui avait eu lieu dans notre Voie lactée elle-même. Sa luminosité a atteint son maximum en mai 1987, avec une magnitude apparente aux alentours de +3, avant de décliner dans les mois suivants. Ce fut la première occasion pour les astronomes modernes d'observer une supernova aussi proche depuis l'invention du télescope.
Sanduleak −69 202, l'étoile à partir de laquelle la supernova s'est formée, était une supergéante bleue ayant une masse initiale d'environ 20 masses solaires. Le fait qu'il s'agisse d'une supergéante bleue et non rouge fut une surprise, car l'on considérait alors que seules les étoiles au stade de supergéantes rouges finissaient en supernovas. Certaines autres caractéristiques font de la supernova une explosion légèrement atypique.
Plus de 35 ans après sa découverte, le rémanent de la supernova reste l'objet d'observations intensives, car il s'agit du plus jeune rémanent connu. La recherche du résidu compact (trou noir ou, plus probablement, étoile à neutrons) laissé par l'explosion a pour l'instant échoué, mais demeure également active.

## Découverte
Comme toute supernova, SN 1987A a vu sa luminosité s’accroître considérablement en l’espace de quelques heures, permettant à plusieurs observateurs de la découvrir indépendamment les uns des autres. Par ailleurs, la supernova étant située dans le Grand Nuage de Magellan, une galaxie très prisée des observateurs amateurs et professionnels de l’hémisphère sud, le moment de brusque augmentation de luminosité de l’astre est connu avec une très grande précision.
Le 24 février à 1 h 30 TU, l’astronome canadien Ian Shelton de l’Université de Toronto entreprend depuis l’Observatoire de Las Campanas une photographie à longue pose (3 heures) du Grand Nuage de Magellan, dans le cadre d’un programme de recherche d’étoiles variables et de novas effectué avec un instrument de 25 cm de diamètre. Après la prise de vue, il développe son film et se rend compte par inspection visuelle de celui-ci à 5 h 30 TU de la présence d’un nouvel astre. À l’instar de Tycho Brahe qui, près de 400 ans plus tôt, lors de sa découverte de la supernova SN 1572, hélait des passants pour leur demander confirmation de ce qu’il voyait, Shelton fait de même et va à une coupole voisine du télescope Swope d’un mètre de diamètre, où travaillent plusieurs confrères, dont Oscar Duhalde, Robert Jedrzejewski et Barry Madore. À ce moment-là, Duhalde confirme avoir vu l’astre vers 4h45 TU, lors d’une pause où il était parti faire du café et où il était sorti voir le ciel (d’excellente qualité ce soir-là) pendant que chauffait l’eau. Peut-être fatigué, et sans doute distrait par les rires de ses confrères qui racontaient des histoires drôles à son retour dans la salle de contrôle du télescope, Duhalde avait omis de signaler ce qu’il avait vu. Les quatre astronomes sortent vérifier les dires de Shelton, puis Barry Madore et un confrère, W. Kunkel alertent l’Union astronomique internationale de la découverte, qui est diffusée à la communauté scientifique dans la journée du 24. Quelques heures après, l’astronome amateur néo-zélandais Albert Jones annonce lui aussi avoir découvert l’astre vers 8h50 TU lors d’une observation routinière des étoiles variables du Grand Nuage de Magellan, malgré un temps plus nuageux.
Après examen de clichés du Grand Nuage pris la veille et l’avant-veille, il s’avère que les premiers instantanés de l’explosion ont en fait été réalisés par l’astronome amateur australien Robert McNaught le 23 février avec deux clichés consécutifs réalisés à 10 h 38 puis 10 h 41 TU. Un peu plus d’une heure auparavant, vers 9 h 20 TU, Jones avait fait une observation visuelle du Grand Nuage, mais sans voir la supernova. La supernova étant en limite de visibilité à l’œil nu sur les clichés de R. Mc Naught, c’est bien ce dernier qui a vu la supernova en premier, quoique sans s’en rendre compte. Du fait que la nouvelle fut communiquée à l’Union astronomique internationale à la suite de l’annonce de Ian Shelton, c’est ce dernier qui est le plus souvent crédité de la découverte, même si Oscar Duhalde avait pris conscience avant que Shelton ne le découvre du phénomène qu’il avait observé à l’œil nu. Le crédit de la découverte est également à partager avec Albert Jones qui avait, la même nuit mais un peu plus tard, pris conscience de l’apparition de la supernova.
Ceci étant, la première trace de l’explosion parvenue sur Terre n’a pas été portée par l’augmentation de luminosité de l’astre, mais par les neutrinos, particules difficiles à détecter, mais brièvement émises en très grand nombre quelques heures avant l’augmentation de luminosité de l’astre. C’est ainsi que trois détecteurs de neutrinos ont simultanément détecté le 23 février à 7 h 36 TU une grosse vingtaine de neutrinos produits par la supernova. Les trois détecteurs sont Kamiokande au Japon, IMB aux États-Unis et Baksan Neutrino Observatory (en) en Russie. Un quatrième détecteur, LSD (Liquid Scintillation Detector), situé sous le massif du Mont-Blanc pourrait avoir détecté des neutrinos en provenance de la supernova, mais cette affirmation est hautement controversée car les éventuels neutrinos détectés auraient été émis plusieurs heures auparavant, chose très difficile à réconcilier avec la compréhension actuelle du mécanisme de supernova,.

## Supernova et neutrinos
L'étude des modèles théoriques indique que 99 % de l'énergie émise par les supernovas l'est sous forme de neutrinos. Pour la première fois, grâce à SN 1987A, l'émission de neutrinos par une supernova a pu être observée directement. En effet, lors de l'effondrement gravitationnel du cœur de l'étoile, la pression de dégénérescence des électrons n'est pas suffisante pour contrecarrer l'effondrement, les électrons fusionnent avec les protons, produisant des neutrons et des neutrinos suivant la réaction ci-après. L'astre résultant est alors une étoile à neutrons, en partie stabilisée par la pression de dégénérescence des neutrons, mais surtout par l'aspect répulsif de l'interaction forte à très courte portée (à très courte portée, ce ne sont plus les pions qui sont échangés, donnant son caractère attractif, mais des mésons ρ). Les neutrinos n'interagissant que très faiblement avec la matière sont immédiatement libérés, c'est pourquoi le pic de neutrinos a été détecté 3 heures avant la contrepartie optique.
{\displaystyle p+e^{-}\longrightarrow n+\nu _{e}}
Environ trois heures avant que la lumière visible du phénomène n'atteigne la Terre, un éclat de neutrinos fut observé dans trois observatoires de neutrinos différents (Kamiokande II, IMB et Baksan). À 7 h 35 TU, Kamiokande détecta 11 neutrinos, IMB en detecta 8 et Baksan 5, le temps d'un éclair qui dura moins de 13 secondes. Bien que le nombre de neutrinos observés soit de seulement 24 au total, il s'agissait là d'une augmentation significative par rapport au niveau normal. Les observations corroboraient les estimations des modèles, avec un total de 1058 neutrinos émis, pour une énergie totale de 1046 joules, soit en moyenne quelques dizaines de MeV par neutrino.

## Morphologie des anneaux

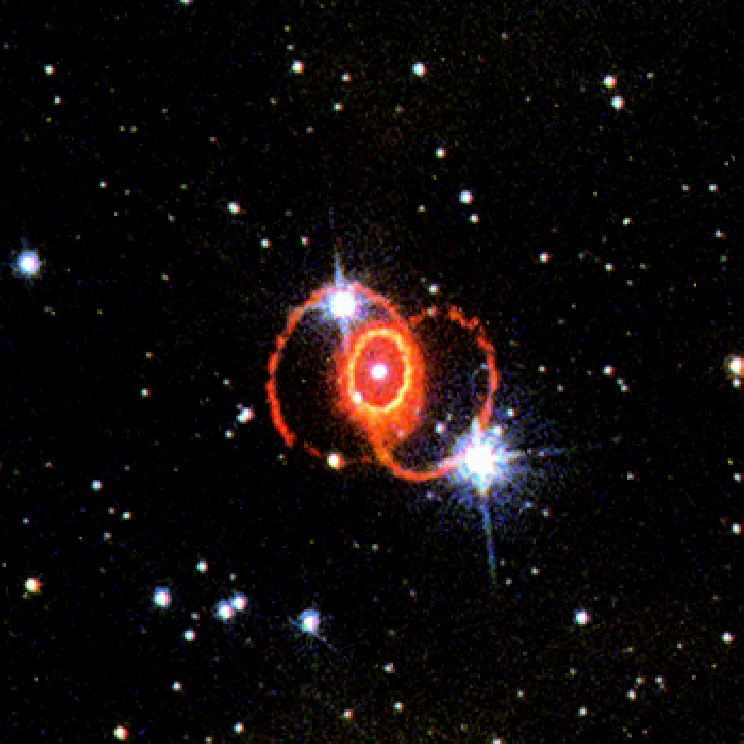
SN 1987A par le NOAO (1997).

Suivi de l'évolution de l'anneau intérieur par le télescope spatial Hubble, sur une période de 22 ans.

Les étoiles donnant naissance à des supernovas de type II sont en général des géantes rouges, très différentes de Sanduleak −69 202. Son évolution en supernova s'explique par une perte de masse avant son explosion, ce qui peut se traduire sur un diagramme HR par un passage de supergéante rouge à supergéante bleue. Cette théorie a été confirmée par la présence de trois anneaux de gaz autour de SN 1987A. Le télescope Hubble a permis de dater l'éjection de matière les constituant à environ 20 000 ans avant l'explosion. La morphologie particulière de ces anneaux est une des principales caractéristiques de SN 1987A. Les deux anneaux extérieurs et l'anneau intérieur (plus petit) forment une sorte de « sablier », l'anneau intérieur formant le col.
Plusieurs théories de la formation des anneaux sont proposées : 
- lors de la phase de supergéante bleue, les violents vents solaires auraient « sculpté » une géométrie particulière en forme de sablier dans la matière éjectée lors de la phase de supergéante rouge ;
- si l'anneau central est toujours expliqué par les vents solaires, les deux anneaux extérieurs seraient « illuminés » par le gaz éjecté dans la supernova par un pulsar ou par un trou noir émettant comme un pulsar. Si l'on cherche à déterminer la position de ce pulsar à partir de la morphologie des anneaux extérieurs, on ne tombe pas sur la position de Sanduleak-69°202, mais sur un objet sombre à 0,3 année-lumière de celle-ci.
- une explication plus simple fait appel aux propriétés de la sphère de Strömgren : l'astre très chaud crée dans un nuage constitué principalement d'hydrogène à très basse pression, une structure en première approximation de symétrie sphérique, dont la température décroît avec la distance.

Au voisinage de la sphère de Strömgren, définie par une égale population de protons et d'atomes, les atomes très excités amplifient le rayonnement Lyman-alpha émis spontanément. Comme dans un laser, cette émission induite, dite superradiance, est d'autant plus intense que le rayonnement inducteur est plus intense, de sorte que les faisceaux de lumière les plus intenses absorbent toute l'énergie disponible, ce qui limite le nombre de modes superradiants et étouffe l'émission spontanée. C'est la « compétition des modes ». L'initiation de la superradiance se fait dans les directions où l'amplification est maximale sur une distance maximale, c'est-à-dire tangentiellement à la sphère de Strömgren, au limbe de cette sphère.
Dans une direction donnée, les rayons superradiants sont des génératrices d'un cylindre de révolution. Si l'émission est intense, la compétition des modes fait apparaître des génératrices très lumineuses formant les « perles » du collier. Un tel collier de perles peut être obtenu en masquant les modes centraux d'un laser multimode.
De nombreux limbes superradiants de sphères de Strömgren sont observés, mais généralement attribués à l'action d'un effet gravitationnel lié à un alignement (improbable) d'un astre brillant et d'un astre massif. Toutefois, cette interprétation explique difficilement la ponctuation de certains anneaux, par exemple de IPHASXJ94359.5+170901.
Burrows et al. ont démontré que les anneaux coïncident avec les trois limbes du « sablier ». Le sablier doit alors être considéré comme une sphère de Strömgren « étranglée ».

## Recherche d'un pulsar
Le 18 janvier 1989, une équipe américaine travaillant à l'Observatoire du Cerro Tololo rapporte avoir clairement observé cette nuit-là le signal d'un pulsar dans la direction des restes de SN 1987A. D'abord de magnitude 19, sa luminosité atteint la magnitude 18. Chaque demi-heure, 8 millions de mesures sont enregistrées durant 7 heures au total. Durant les jours et les semaines qui suivent, d'autres équipes tentent d'enregistrer les signaux du pulsar en question sans succès. Ainsi le 31 janvier, une équipe de l'Observatoire de Las Campanas travaillant avec le même système de détection que l'équipe de Cerro Tololo ne détecte rien. De même, le 13 février pour une équipe de Siding Spring, en Australie, les 14 et 15 février pour une équipe européenne à La Silla, tout comme pour de nouvelles observations les 16, 20 et 21 février à Las Campanas, toujours aucune observation du pulsar. 
L'équipe américaine composée de quinze signataires, dont Saul Perlmutter, décide malgré tout de publier ses résultats, qui paraissent le 16 mars 1989 dans la revue Nature, mentionnant qu'il s'agit d'un pulsar submilliseconde dont la fréquence de rotation fut très exactement enregistrée à 1 968,629 Hz. À cette fréquence, la période de rotation du pulsar ne serait que d'une demi-milliseconde. À cette vitesse de rotation, si le pulsar a un rayon de 10 km, comme ce qui est estimé pour ce type d'étoile contractée sur elle-même, alors sa surface se déplacerait à 40 % de la vitesse de la lumière, ce qui rendrait difficile de comprendre comment il conserverait sa cohésion vis-à-vis des effets de la force centrifuge. Il s'agit de la seule observation d'un pulsar pour la supernova 1987A malgré les tentatives répétées d'autres équipes de chercheurs.